# 阿尔文·罗伯特·科尼利乌斯
阿尔文·罗伯特·科尼利乌斯（1903年5月8日—1991年12月21日），巴基斯坦人民党籍政治家，1960年至1968年担任巴基斯坦最高法院首席大法官。此外，1969年至1971年12月16日，他在叶海亚·汗内阁中担任法务部长。

## 人物生平
1903年，科尼利乌斯出生在英属印度阿格拉的一个罗马天主教家庭，他是英印混血儿。他在阿格拉的圣彼得学院完成学业。科尼利乌斯毕业于安拉哈巴德大学和剑桥大学。他受命进入公务员阶层，担任拉合尔高院的法官助理，1943年在拉合尔的高级法院开始他的司法生涯，后来加入旁遮普政府的司法部。在此期间，科尼利乌斯成为一名公认的法学家，在他的职业生涯中出版了巴基斯坦法律史上的重要教科书。科尼利乌斯还是巴基斯坦板球委员会的创始人之一。
1946年，科尼利乌斯晋升为拉合尔高等法院协理法官，印巴分治后他搬到巴基斯坦，科尼利乌斯成为该国法律史上的重要人物。科尼利乌斯最初担任法务部长约根德拉·纳特·曼达尔和总理利雅卡特·阿里·汗的法律秘书，在建立法院系统方面发挥了不可或缺的作用，同时为法律部长和总理提供咨询。科尼利乌斯被认为是一个正义的人，与宗教极端主义和宗教歧视作斗争，在这些方面他说，要反对“普遍的绝望情绪，普遍缺乏的信心……以及共同准备迎接最坏的情况”。
1960年，阿尤布·汗总统提名科尼利乌斯担任巴基斯坦首席司法部长；对这一职位的竞争对手进行了简短的讨论，但最终他被提升为这一职位。 阿尔文·罗伯特·科尼利乌斯成为巴基斯坦历史上第一位也是唯一一位信仰基督教的首席大法官，成为有史以来在最高法院任职的最著名和最有影响力的人物之一。
离开最高法院后，科尼利乌斯仍然具有影响力，是保护少数群体权利和宗教实践自由的象征，同时担任历届政府的司法事务法律顾问。
1991年，科尼利乌斯在旁遮普省去世，葬于拉合尔的一个基督教公墓。